# 川勝英樹
川勝 英樹（かわかつ ひでき、1961年 - ）は、日本の工学者。工学博士（東京大学、1989年）。東京大学生産技術研究所教授。専門分野は、走査型プローブ顕微鏡などナノメカニクスの研究。

## 略歴
1985年、東京大学工学部精密機械学科卒。1990年、東京大学大学院工学系研究科博士課程修了。東京大学生産技術研究所講師、東京大学生産技術研究所助教授を経て、東京大学生産技術研究所教授となった。その間、スイス・バーゼル大学物理学研究所客員研究員、フランス国立科学研究センター振動子物理計量研究所客員研究員を勤めた。所属は東京大学生産技術研究所・マイクロメカトロニクス国際研究センター。

## 所属学会
- 精密工学会
- 応用物理学会

## 最近の論文・記事
- A list of recent pubications